# Ginnastica ai Giochi della XXXIII Olimpiade - Trampolino femminile
La competizione del trampolino elastico femminile ai Giochi della XXXIII Olimpiade di Parigi si è svolta al Palazzo dello Sport di Parigi-Bercy il 2 agosto 2024. Hanno preso parte alla competizione 16 ginnaste da 13 nazioni.
La competizione è stata vinta dall'inglese Bryony Page, mentre la bielorussa Vijaleta Bardziloŭskaja, partecipante con gli Atleti Individuali Neutrali, e la canadese Sophiane Méthot sono state premiate rispettivamente con l'argento e il bronzo.

## Programma
| Data          | Ora (UTC+2) | Turno          |
| ------------- | ----------- | -------------- |
| 2 agosto 2024 | 12:00       | Qualificazioni |
| 2 agosto 2024 | 13:50       | Finale         |
| Fonte:        |             |                |

## Risultati

### Qualificazioni
Le prime otto migliori ginnaste, considerando il punteggio ottenuto nella migliore route, accedono alla finale. Di seguito le qualificazioni, con i punteggi più alti indicati in grassetto.
| Pos. | Atleta                  | Nazione            | 1ª routine | 2ª routine | Tot.   | Note |
| ---- | ----------------------- | ------------------ | ---------- | ---------- | ------ | ---- |
| 1    | Zhu Xueying             | Cina               | 55.950     | 56.720     | 56.720 | Q    |
| 2    | Viyaleta Bardzilouskaya | Atleti I. Neutrali | 56.340     | —          | 56.340 | Q    |
| 3    | Hu Yicheng              | Cina               | 56.270     | —          | 56.270 | Q    |
| 4    | Anzhela Bladtceva       | Atleti I. Neutrali | 55.640     | 55.710     | 55.710 | Q    |
| 5    | Bryony Page             | Gran Bretagna      | 54.970     | 55.620     | 55.620 | Q    |
| 6    | Hikaru Mori             | Giappone           | 54.890     | 55.150     | 55.150 | Q    |
| 7    | Maddie Davidson         | Nuova Zelanda      | 54.740     | 53.910     | 54.740 | Q    |
| 8    | Sophiane Méthot         | Canada             | 54.640     | 53.160     | 54.640 | Q    |
| 9    | Noemi Romero Rosario    | Spagna             | 17.340     | 54.250     | 54.250 | R1   |
| 10   | Seljan Mahsudova        | Azerbaigian        | 42.950     | 53.750     | 53.750 | R2   |
| 11   | Luba Golovina           | Georgia            | 53.620     | 53.460     | 53.620 | —    |
| 12   | Léa Labrousse           | Francia            | 53.220     | 52.990     | 53.220 | —    |
| 13   | Jessica Stevens         | Stati Uniti        | 53.170     | 52.450     | 53.170 | —    |
| 14   | Isabelle Songhurst      | Gran Bretagna      | 52.920     | 52.840     | 52.920 | —    |
| 15   | Camilla Gomes           | Brasile            | 42.920     | 50.580     | 50.580 | —    |
| 16   | Malak Hamza             | Egitto             | 9.090      | 9.650      | 9.650  | —    |

### Finale
| Pos.    | Atleta                  | D Score | E Score | T Score | H Score | Totale |
| ------- | ----------------------- | ------- | ------- | ------- | ------- | ------ |
| Oro     | Bryony Page             | 15.000  | 16.400  | 15.580  | 9.500   | 56.480 |
| Argento | Viyaleta Bardzilouskaya | 14.400  | 16.000  | 16.560  | 9.100   | 56.060 |
| Bronzo  | Sophiane Méthot         | 15.000  | 15.600  | 15.250  | 9.800   | 55.650 |
| 4       | Zhu Xueying             | 14.400  | 16.500  | 15.710  | 8.900   | 55.510 |
| 5       | Anzhela Bladtceva       | 14.400  | 16.000  | 15.420  | 9.200   | 55.020 |
| 6       | Hikaru Mori             | 15.000  | 15.200  | 15.740  | 8.800   | 54.740 |
| 7       | Maddie Davidson         | 14.000  | 15.100  | 15.930  | 9.200   | 54.230 |
| 8       | Hu Yicheng              | 3.200   | 3.300   | 3.390   | 1.900   | 11.790 |
| Fonte:  |                         |         |         |         |         |        |